# Charles de Hohenzollern-Sigmaringen (1785-1853)
Titre
Prince de Hohenzollern-Sigmaringen
17 octobre 1831 – 27 août 1848
(16 ans, 10 mois et 10 jours)
Pour les articles homonymes, voir Charles de Hohenzollern-Sigmaringen.
Charles de Hohenzollern-Sigmaringen (en allemand : Karl von Hohenzollern-Sigmaringen), né à Sigmaringen le 20 février 1785 et mort à Bologne le 11 mars 1853, est un membre de la maison princière de Hohenzollern-Sigmaringen.
Il est prince de Hohenzollern-Sigmaringen de 1831 à 1848.

## Famille
Il est le fils de Aloys Antoine de Hohenzollern-Sigmaringen et de Amélie Zéphyrine de Salm-Kyrburg (qui sera une amie proche de Joséphine de Beauharnais).

### Mariage et descendance
Le 4 février 1808, Charles de Hohenzollern-Sigmaringen épouse à Paris Antoinette Murat (1793-1847), fille posthume de Pierre Murat et nièce de Joachim Murat, grand-duc de Berg et de Clèves (puis roi de Naples).
Quatre enfants sont nés de cette union :
- Caroline de Hohenzollern-Sigmaringen (1810-1885) qui épouse en 1839 Frédéric prince de Hohenzollern-Hechingen (1790-1847), puis en 1850 Johann Steeger von Waldburg (1822-1882), sans postérité de ses deux mariages ;
- Charles Antoine de Hohenzollern-Sigmaringen, prince de Hohenzollern-Sigmaringen (1811-1885) qui épouse en 1834 Joséphine de Bade (1813-1900), dont six enfants ;
- Amélie de Hohenzollern-Sigmaringen (1815-1841) qui épouse en 1835 Édouard, prince de Saxe-Altenbourg (1804-1852), dont quatre enfants ;
- Frédérique de Hohenzollern-Sigmaringen (1820-1906) qui épouse en 1844 son cousin issu de germain Joachim Marquis Pepoli (1825-1881), dont trois filles.

Veuf, Charles de Hohenzollern-Sigmaringen épouse, le 14 mars 1848, Catherine Wilhelmine Marie Josèphe von Hohenlohe-Waldenburg-Schillingsfürst (1817-1893), fille du prince Charles-Albert III de Hohenlohe-Waldenbourg-Schillingsfürst, et veuve du comte François-Erwin von Ingelheim. Veuve, elle sera une bienfaitrice de l'Abbaye de Beuron qui renaîtra de ses cendres.

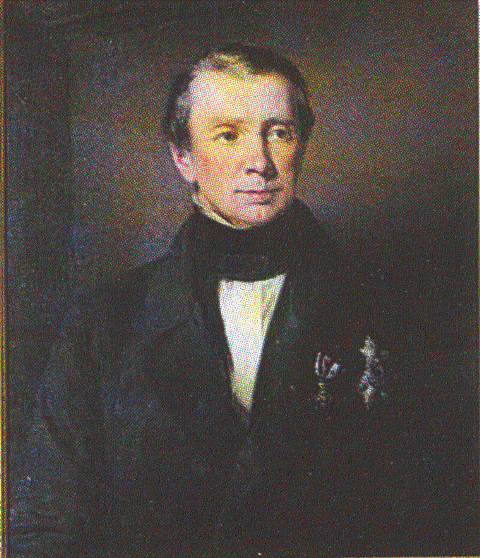
Charles prince de Hohenzollern vers 1830.

## Biographie
En 1833, Charles de Hohenzollern-Sigmaringen convoque le Parlement et proclame une constitution.
Lors de la Révolution de 1848, Charles de Hohenzollern-Sigmaringen abdique le 27 août 1848 en faveur de son fils Charles Antoine de Hohenzollern-Sigmaringen. Au cours d'un voyage dans le nord de l'Italie où il se rendait en visite chez sa fille Frédérique, Charles meurt du typhus chez elle à Bologne le 11 mars 1853.

## Généalogie
Charles de Hohenzollern-Sigmaringen appartient à la lignée de Hohenzollern-Sigmaringen issue de la quatrième branche, elle-même issue de la première branche de la Maison de Hohenzollern. Cette lignée appartient à la branche souabe de la dynastie de Hohenzollern, elle donna des rois à la Roumanie. Charles de Hohenzollern-Sigmaringen est l'ascendant de Michel Ier de Roumanie.